# Børge Olsen
Børge Olaf Olsen (14. maj 1910 i Odense – 1. marts 2002 på Frederiksberg) var en dansk købmand, der var direktør for supermarkedskæden Irma 1951-1979.
Olsen voksede op på Fyn som søn af en købmand og blev uddannet indenfor kolonial i 1930. Han var selv selvstændig købmand fra 1932 til 1936, hvor han blev disponent i margarinefirmaet Kronen. Det var imidlertid under hans tid i Irma, han kom til at præge dansk detailhandel; fra 1942 som indkøbschef, senere som underdirektør og og fra 1951 som adm. direktør. Han påbegyndte hurtigt en modernisering af butikkerne, indførte selvbetjening efter inspiration fra USA og satte kundeservicen i højsædet. Blandt Olsens øvrige initiativer var store tilbudsannoncer og lanceringen af vin som dagligvare. Det var også under Olsens ledelse, at Irma udviklede sit store sortiment af egne varer, der blev produceret på egne fabrikker. Efter sin pensionering fortsatte Olsen i en årrække som medlem af Irmas bestyrelse, ligesom han også var medlem af andre virksomheders bestyrelser samt bestyrelsen for Københavns Zoo. Vagn Holck efterfulgte Olsen som adm. direktør for Irma.
Olsen var Ridder af 1. grad af Dannebrog.